# Москвино (Нижегородская область)
 Москвино  — деревня в Шарангском районе Нижегородской области в составе Роженцовского сельсовета.

## География
Расположена на расстоянии примерно 9 км на юг по прямой от районного центра посёлка Шаранга.

## История
Упоминается с 1891 года как починок Москвинский, в 1905 дворов 56 и жителей 349, в 1926 (деревня Москвино) 74 и 397, в 1950 59 и 187. Деревня образовалась в 1830-годы. Название деревне было дано по фамилии первого жителя Кондратия Москвина, который приехали в эти места из-под Яранска. Работали колхозы «Заветы Ильича» и «Роженцово».

## Население
Постоянное население составляло 9 человек (русские 100 %) в 2002 году, 19 в 2010.